# Élections législatives samoanes de 2021
Les élections législatives samoanes d'avril 2021 ont lieu le 9 avril 2021 afin de renouveler pour cinq ans l'ensemble des sièges du Fono, le parlement monocaméral des Samoa.
Le Parti pour la protection des droits de l'homme, au pouvoir depuis 1982, perd sa majorité absolue des sièges malgré une majorité absolue des suffrages, et se trouve à égalité avec le nouveau parti FAST. L'unique député sans étiquette apporte son soutien à ce dernier, lui conférant une majorité absolue au Parlement.
Le Premier ministre sortant Tuilaepa Sailele Malielegaoi refuse longtemps de céder le pouvoir et empêche le Parlement de siéger, arguant que le tribunaux doivent encore se prononcer sur la légitimité de l'élection de certains députés. Le 23 juillet, toutefois, la Cour d'Appel statue que Fiame Naomi Mata'afa est légalement Première ministre depuis le 24 mai, conduisant Sailele Malielegaoi à reconnaître sa défaite. Naomi Mata'afa devient la première femme à accéder à la fonction de Premier ministre, et le pays connaît sa première alternance politique depuis les années 1980.
Plusieurs élus de la majorité sortante étant disqualifiés pour fraude, ou ayant démissionné pour échapper à une telle disqualification, des élections partielles ont lieu en novembre pour ces sièges vacants. Les résultats finaux confèrent trente-et-un sièges au FAST contre vingt-deux pour le Parti pour la protection des droits de l'homme.

## Système électoral
Les Samoa sont une république parlementaire, s'inspirant du système de Westminster. Les cinquante députés sont élus par les citoyens à travers autant de circonscriptions uninominales. Avant 2021, deux sièges étaient réservés aux « électeurs individuels » (individual voters), des députés d'ascendance principalement non-autochtone - c'est-à-dire des citoyens naturalisés, ou des descendants d'Européens et d'Asiatiques installés dans le pays pendant la période coloniale - élus par leurs semblables ; ces deux sièges sont abrogés, les citoyens non-autochtones étant désormais intégrés au corps électoral général. Seules les personnes portant un titre de matai (titre traditionnel de chef de famille) peuvent être élues députés, y compris pour les personnes non-autochtones. Le droit de vote s'acquiert à l'âge de 21 ans,,.
À la suite d'un amendement constitutionnel adopté à l'unanimité par le Parlement en 2013, au moins cinq sièges au Parlement doivent être occupés par des femmes. Si moins de cinq femmes sont élues, des sièges supplémentaires seront créés pour cette législature, et alloués aux candidates ayant obtenu les meilleurs résultats dans le pays. Quatre femmes ayant été élues députées dans les circonscriptions générales lors des élections de 2016, une seule députée supplémentaire est élue via le quota, portant à cinquante le nombre de députés pour la législature 2016-2021.
Après les élections, le nouveau Parlement procède à l'élection du Premier ministre. Le chef de l'État, pour sa part, est élu par le Parlement tous les cinq ans ; le premier mandat de Tuimalealiifano Va'aletoa Sualauvi II, chef de l'État au moment des législatives de 2021, arrive à terme en 2022.

## Partis politiques
Il existe deux partis politiques représentés au Parlement lors de la législature de 2016 à 2021 : le Parti pour la protection des droits de l'homme (HRPP ; conservateur, au pouvoir), et le parti Tautua Samoa (TSP). Le HRPP a remporté toutes les élections depuis 1982, et dispose de quarante-sept sièges sur cinquante durant la législature 2016-2021. En 2019 et en 2020 toutefois, deux députés, Leuatea Polataivao et Faumuina Wayne Fong, sont exclus du parti en raison de leurs désaccords avec le Premier ministre, et siègent dès lors sans étiquette. Et en septembre 2020 la vice-Première ministre et ministre des Ressources naturelles, Naomi Mata'afa, quitte le gouvernement et est exclue à son tour du parti en raison d'un désaccord sur la politique menée par le Premier ministre. Elle siège dès lors comme simple députée sans étiquette.
Le parti Tautua Samoa est très fragilisé, n'ayant obtenu que deux sièges aux élections de 2016. Le chef du parti, Afualo Wood Salele, n'est lui-même pas député et le parti n'est pas reconnu en tant que tel au Parlement, n'ayant pas les huit sièges nécessaires à cette reconnaissance. Olo Fiti Afoa Vaai, élu sans étiquette en 2016, rejoint le parti après son élection, mais le quitte début 2019 et siège dès lors comme député d'opposition indépendant,.
Le Parti des Samoa d'abord (Samoa First Party), mené par l'avocate Unasa Iuni Sapolu, est né en 2018. Il fait campagne contre une loi de 2008 qui facilite le bail de terres autochtones coutumières à des fins commerciales. Le parti veut également interdire toute immigration chinoise,,. Le Parti démocrate national est né en septembre 2019 et mené par Vui Masinamua Seinafolava,. Le Parti des Samoa souveraines et indépendantes est fondé le 29 avril 2020 par deux femmes, Fesola'i Logomalieimatagi Tepa Toloa et Fagalilo Agnes Su'a, pour permettre aux Samoans de gérer librement leurs terres coutumières et les ressources de celles-ci. Fin mai 2020 est fondé le parti Tumua ma Puleono, dont le nom est l'association de titres honorifiques des îles d'Upolu et de Savai'i.
Fin juillet 2020, La'auli Leuatea Polataivao Schmidt, exclu du HRPP, fonde le parti FAST (« Foi en un Dieu unique de Samoa » en samoan, le plus souvent FAST). Il démissionne de son siège de député, se présente sous l'étiquette de son nouveau parti à l'élection partielle qui en résulte fin août, et est réélu. Début septembre 2020, il conclut une alliance avec le Parti démocrate national et le parti Tumua ma Puleono : Les trois partis s'entendent pour présenter un seul candidat commun par circonscription, sous l'étiquette du FAST,. En janvier 2021, Fiame Naomi Mata'afa rejoint le parti, et l'ancien Premier ministre puis chef d'État Tui Atua Tufuga Efi appelle les électeurs à voter pour ce parti. En mars, Naomi Mata'afa est élue cheffe du parti, avec Polataivao Schmidt pour adjoint.

### Forces en présence
| Partis | Partis                                                                                             | Positionnement                                    | Dirigeants                           | Résultats en 2016           |
| ------ | -------------------------------------------------------------------------------------------------- | ------------------------------------------------- | ------------------------------------ | --------------------------- |
|        | Parti pour la protection des droits de l'homme Vaega Faaupufai e Puipuia Aia Tatau a Tagata (HRPP) | Centre droit Démocratie chrétienne, conservatisme | Sailele Malielegaoi Premier ministre | 56,92 % des voix 35 députés |
|        | Tautua Samoa (TSP)                                                                                 | Centre gauche Gauche chrétienne, agrarisme        | Wood Salele                          | 8,43 % des voix 2 députés   |
|        | Fa'atuatua i le Atua Samoa ua Tasi (FAST)                                                          | Centre droit Démocratie chrétienne, conservatisme | Naomi Mata'afa                       | Nouveau                     |

## Candidats
À la clôture des candidatures, il y a exactement  200 candidats (23 femmes et 177 hommes), dont 114 présentés par le HRPP. Le parti FAST présente 50 candidats, tandis que le parti Tautua Samoa n'en présente que 14. Le Parti des Samoa d'abord présente six candidats, et le Parti des Samoa souveraines et indépendantes n'en présente qu'une. Les députés sortants Olo Fiti Vaai et Faumuina Wayne Fong, élus en 2016 pour le HRPP, se présentent à ce scrutin sous les couleurs du parti FAST ; en conséquence, le président du Parlement, Leaupepe Toleafoa Faafisi, prononce leur exclusion du Fono jusqu'à la date des élections.
Onze candidatures sont déclarées inéligibles par la commission électorale après la clôture des dépôts. Le nombre final de candidats se monte ainsi à 189, dont 21 femmes. Le PPDH a 105 candidats, le FAST 52, Tautua Samoa 14, Samoa d'abord 5, le PSSI une, et il y a douze candidats sans étiquette.
Naomi Mata'afa, vice-Première ministre jusqu'à sa démission du HRPP en 2020, est déclarée réélue dès décembre 2020, étant à nouveau la seule candidate dans sa circonscription de Lotofaga. Le Premier ministre Tuilaepa Sailele Malielegaoi, qui avait été réélu député sans adversaire en 2011 et en 2016, devait affronter deux autres candidats dans sa circonscription de Lepa, mais l'un est disqualifié et l'autre se retire ; il est donc également déclaré réélu fin 2020. Le seul autre candidat déclaré élu sans opposant est Lealailepule Rimoni Aiafi, député sortant de la circonscription de Faleata Sisifo, qui avait affronté trois adversaires en 2016,.

## Campagne
Le parti FAST mène campagne activement, érigeant des panneaux d'affichage et se rendant dans les villages pour parler aux citoyens. De son côté, le Premier ministre utilise son allocution radio hebdomadaire pour rappeler les mesures prises durant ses vingt-deux ans à la tête du pays. Les deux principaux partis utilisent par ailleurs Facebook. Fiame Naomi Mata'afa, bénéficiant de son statut de haut rang coutumier, parcourt le pays pour discuter personnellement avec les électeurs, se révélant « chaleureuse et avenante » à leur égard.
Dans le village de Satapuala, plusieurs matai (chefs) interdisent au parti FAST de faire campagne, afin disent-ils de préserver l'harmonie au village et le soutien des villageois pour le HRPP.

## Résultats nationaux
| Représentation en nombre de sièges : Foi en le Seul Vrai Dieu (25), Indépendants (1), Parti pour la protection des droits de l'homme (26) |                                                       |         |       |       |        |               |
| Parti | Parti                                                 | Voix    | %     | +/-   | Sièges | +/-           |
| | Parti pour la protection des droits de l'homme (HRPP) | 49 237  | 55,38 | 1,74  | 25     | 10            |
| | Fa'atuatua i le Atua Samoa ua Tasi (FAST)             | 32 510  | 36,57 | Nv    | 25     | 25            |
| | Tautua Samoa (TSP)                                    | 2 900   | 3,26  | 5,17  | 0      | 2             |
| | Samoa d'abord (FS)                                    | 207     | 0,23  | Nv    | 0      | en stagnation |
| | Samoa souveraines indépendantes (SIS)                 | 30      | 0,03  | Nv    | 0      | en stagnation |
| | Indépendants                                          | 4 025   | 4,53  | 30,12 | 1      | 12            |
| |                                                       |         |       |       |        |               |
| Votes valides | Votes valides                                         | 88 909  | 99,32 |       |        |               |
| Votes blancs et nuls | Votes blancs et nuls                                  | 605     | 0,68  |       |        |               |
| Total | Total                                                 | 89 514  | 100   | –     | 51     | 1             |
| Abstentions | Abstentions                                           | 39 334  | 30,53 |       |        |               |
| Inscrits / participation | Inscrits / participation                              | 128 848 | 69,47 |       |        |               |

## Analyse et conséquences

### Parlement sans majorité
Les élections produisent un parlement minoritaire. Au pouvoir depuis 1982, le HRPP perd sa majorité absolue des sièges et les résultats initiaux le placent à égalité avec le FAST. Il manque à chacun un seul siège pour atteindre la majorité : celui de l'élu indépendant Iosefo Ponifasio, qui se trouve ainsi faiseur de rois,. Quatre des sièges remportés par le FAST le sont par des candidats du Parti national démocrate, dont son chef Valasi Tafito Selesele.
Cinq femmes sont élues. L'article 44 de la Constitution telle qu'amendée en 2013 dispose qu'au moins 10 % des députés doivent être des femmes, et précise que ces 10 % correspondent « actuellement à cinq » personnes. Cet article prévoit des sièges supplémentaires réservés aux femmes au cas où moins de 10 % des élus seraient des femmes. Avec cinq élues, il semble initialement que ce dispositif n'ait pas à être activé. Le 21 avril, toutefois, la Commission électorale annonce que, le nombre de députés étant de 51 pour ces élections, les cinq élues ne correspondent qu'à 9,8 % d'entre eux. La Commission déclare ainsi élue Ali'imalemanu Alofa Tuuau (en), candidate du HRPP et 'meilleure perdante' des élections. Le HRPP dispose ainsi de vingt-six sièges, soit exactement la moitié. Le même jour, Tuala Ponifasio, le seul député indépendant, annonce qu'il se range dans le camp du FAST. Cette décision signifie que chaque bloc dispose de la moitié des sièges au Fono,.
Ce résultat, avec deux partis politiques ayant chacun un grand bloc de députés, est sans précédent dans l'histoire politique samoane. L'historien Malama Meleisea (en) de l'Université nationale des Samoa note qu'il y aura donc, pour la première fois, une opposition parlementaire « viable ». Il perçoit également une évolution dans le comportement des électeurs, appelés à choisir entre des programmes plutôt qu'entre des personnalités. L'égalité en sièges malgré un nombre de voix beaucoup plus élevé pour le HRPP que pour le FAST s'explique toutefois par le fait que le parti au pouvoir a présenté de multiples candidats dans bon nombre de circonscriptions, et a pâti de la division des voix entre ces candidats, au profit de ceux du FAST.
Le parti FAST conteste la légalité de l'attribution d'un 26e siège au parti HRPP, et porte l'affaire devant la Cour suprême des Samoa. Le 4 mai, constatant l'impasse politique et le risque d'une longue procédure judiciaire, le chef de l'État, Tuimalealiifano Va'aletoa Sualauvi II, reçoit les deux chefs de partis séparément puis annonce de nouvelles élections pour le 21 mai. Sailele Malielegaoi exprime son soutien à cette décision, tandis que Naomi Mata'afa juge publiquement illégale cette décision qui empêche de fait le déroulement d'une procédure judiciaire.
Saisie par l'opposition, la Cour suprême casse le 17 mai la nomination d'une députée HRPP supplémentaire, et statue que le chef de l'État ne dispose pas de l'autorité requise pour convoquer de nouvelles élections avant que le parlement n'ait siégé, soit une fois que les contentieux électoraux relatifs à l'élection de ses membres ont tous été examinés. La convocation d'élections anticipées est ainsi annulée, en attendant que le Fono élu en avril siège pour désigner le chef du gouvernement,. Le chef de l'État convoque le parlement pour le matin du 24 mai.

### Crise politique
Le 22 mai toutefois, le chef de l'État suspend indéfiniment le parlement. La Cour suprême le lendemain matin déclare cette suspension illégale, et l'annule. Faisant fi de cette décision de justice et déclarant agir en conformité avec le décret du chef de l'État, le président du parlement précédent, Leaupepe Toleafoa Faafisi, membre du HRPP mais qui n'est pas membre du nouveau parlement, déclare à son tour que le Fono ne siégera pas tant que le chef d'État ne l'autorisera pas,.
Les locaux du parlement sont fermés sur ordre du Premier ministre sortant et du président du parlement sortant. Le président de la Cour suprême s'y présente le lundi 24 mai pour l'ouverture du parlement, constate que la porte est fermée à clef, et repart. En conséquence, les députés de la nouvelle majorité s'assemblent sous une tente à côté du bâtiment du Fono. Ils élisent Li'o Papalii Masipau à la présidence du parlement, puis élisent Fiame Naomi Mata'afa au poste de Première ministre. Celle-ci prête serment malgré l'absence du président de la Cour suprême, et nomme son gouvernement. Dans le même temps, Tuilaepa Sailele Malielegaoi tient une conférence de presse au cours de laquelle il déclare être toujours Premier ministre par intérim, et accuse les députés FAST de « trahison », d'être des malades mentaux et d'être une « mafia » ; un porte-parole du FAST accuse quant à lui le Premier ministre sortant de « coup d'État »,,. Les détenteurs de trois des quatre titres tamaʻaiga, les plus hautes personnalités de l'aristocratie samoane coutumière, ont toutefois assisté à la prestation de serment de Fiame, lui témoignant leur soutien ; seul était absent le détenteur du titre Tuimalealiʻifano, l'actuel chef de l'État.
Tandis que la Nouvelle-Zélande et l'Australie appellent toutes les parties au respect des procédures démocratiques et constitutionnelles, le gouvernement des États fédérés de Micronésie est le premier à reconnaître Fiame Naomi Mata'afa comme nouvelle Première ministre des Samoa. Le 27 mai, le gouvernement des Palaos la reconnaît également comme Première ministre légitime.
Début juin, les positions des deux chefs de partis demeurent antagonistes. La Cour d'appel ayant définitivement rejeté le 2 juin la création d'un 26e siège pour le HRPP, Fiame demande à pouvoir gouverner. Tuilaepa, à l'inverse, estime être légitimement le Premier ministre par intérim jusqu'à ce que les diverses pétitions électorales soient résolues par les tribunaux, en juillet ou août. Celles-ci pouvant encore modifier la répartition finale des sièges en annulant l'élection de certains députés. Le 25 juin, la Cour d'appel rejette cet argument du Premier ministre sortant, et ordonne que le Parlement puisse siéger sans attendre la résolution des pétitions électorales. 
Le 28 juin, la Cour suprême juge la prestation de serment du 24 mai par Fiame non-conforme aux dispositions légales et donc non-avenue, mais confirme dans le même temps que le Parlement doit siéger sous sept jours, ce qui permettrait à Fiame d'être investie légalement. La Cour précise que toute tentative d'empêcher le Parlement de siéger constituerait un délit d'outrage au parlement et d'outrage au tribunal. Tuilaepa refuse la décision de la Cour, réaffirmant que le Parlement ne peut siéger tant que toutes les pétitions électorales n'auront pas été traitées.
Le 29 juin, Tuisa Tasi Patea, député HRPP de la circonscription de Sagaga 4, démissionne. Le FAST avait déposé à son encontre une accusation de corruption électorale, et sa démission met fin à la procédure judiciaire, lui épargnant une potentielle peine d'inéligibilité et lui permettant de se présenter comme candidat à l'élection partielle que sa démission entraîne. Celle-ci signifie toutefois que le HRPP ne dispose plus que de vingt-trois sièges, contre vingt-six pour le FAST, avec deux sièges vacants. Le 30 juin, Leota Tima Leavai (en), députée HRPP de Falealupo, démissionne à son tour pour mettre fin à la procédure judiciaire à son encontre, étant elle aussi accusée de corruption électorale. Le HRPP n'a plus que vingt-deux sièges, et le nombre de femmes députées est provisoirement réduit à quatre.
Le 4 juillet, le chef de l'État, Tuimaleali'ifano Va'aletoa Sualauvi II, prend la parole à la télévision et refuse l'ordre de la Cour suprême. Il convoque le Parlement pour le 5 août, et non pour le 5 juillet comme exigé par la Cour. Il se justifie en affirmant que le Parlement ne peut siéger tant qu'il n'y a pas six femmes députées.
Le 7 juillet, le HRPP perd un siège de plus, le député de la circonscription de Safata 2, Nonu Lose Niumata, démissionnant pour ne pas être inculpé pour corruption. Le 11 juillet, le secrétaire-général du Forum des îles du Pacifique, Henry Puna, demande au gouvernement samoan de Tuilaepa de respecter les décisions de la Cour suprême samoane. Le 12 juillet, le HRPP perd trois sièges de plus, trois députés du parti démissionnant plutôt qu'être présentés à un juge pour répondre à des accusations de méfaits électoraux. Le HRPP ne dispose alors plus que de dix-sept sièges, tandis que le parti FAST conserve ses vingt-six sièges.
Le 14 juillet, le journal Samoa Observer publie un éditorial accusant Tuilaepa de défier toutes les institutions démocratiques du pays et de voir les Samoa comme son fief personnel et celui de son parti. Le 21 juillet, plus de 500 personnes manifestent pour demander au gouvernement de respecter les décisions de justice.
Le 23 juillet, la Cour d'Appel statue que la prestation de serment de Fiame le 24 mai était conforme à la Constitution, puisque le Parlement devait siéger à cette date au plus tard et qu'elle a agi en application d'un « principe de nécessité ». La Cour précise qu'elle est ainsi légalement Première ministre depuis le 24 mai,. Tuilaepa reconnaît et accepte sa défaite le 26 juillet.
La nouvelle assemblée siège pour la première fois le 14 septembre dans les locaux du Parlement. Le nouveau président du Parlement, Papalii Lio Masipau, interdit l'accès au bâtiment aux députés du HRPP, indiquant que ceux-ci ne peuvent siéger puisqu'ils n'acceptent pas les résultats de l'élection. La police empêche Tuilaepa et ses députés d'accéder au Parlement. Sur ordre de la Cour suprême, le président du Parlement reconnaît finalement les députés de la nouvelle opposition le 17 septembre.

## Résultats détaillés par circonscription
Les résultats précis sont les suivants :

Vaimauga 1
| Député sortant | Député sortant                       | Parti | Fonctions | Sortant se représente ? | Élu | Élu                                  | Parti |
| -------------- | ------------------------------------ | ----- | --------- | ----------------------- | --- | ------------------------------------ | ----- |
|                | Sulamanaia Fetaiai Tauiliili Tuivasa | PPDH  | -         | oui                     |     | Sulamanaia Fetaiai Tauiliili Tuivasa | PPDH  |

| Candidat                             | Parti | Voix  | Pourcentage | Changement par rapport à 2016 | Résultat |
| ------------------------------------ | ----- | ----- | ----------- | ----------------------------- | -------- |
| Sulamanaia Fetaiai Tauiliili Tuivasa | PPDH  | 1 282 |             |                               | réélu    |
| Fuatimau Maumea Leniu                | PPDH  | 958   |             |                               |          |
| Tuisugaletaua Sofara Aveau           | PPDH  | 513   |             |                               |          |

Vaimauga 2
| Député sortant | Député sortant                | Parti | Fonctions | Sortant se représente ? | Élu | Élu                           | Parti |
| -------------- | ----------------------------- | ----- | --------- | ----------------------- | --- | ----------------------------- | ----- |
|                | Lenatai Victor Faafoi Tamapua | PPDH  | -         | oui                     |     | Lenatai Victor Faafoi Tamapua | PPDH  |

| Candidat                      | Parti  | Voix | Pourcentage | Changement par rapport à 2016 | Résultat |
| ----------------------------- | ------ | ---- | ----------- | ----------------------------- | -------- |
| Lenatai Victor Faafoi Tamapua | PPDH   | 957  |             |                               | réélu    |
| Tamaleta Taimang Jensen       | Tautua | 793  |             |                               |          |
| Tofaeono Iupati Fuatai        | PPDH   | 176  |             |                               |          |

Vaimauga 3
| Député sortant | Député sortant        | Parti | Fonctions | Sortant se représente ? | Élu | Élu                   | Parti |
| -------------- | --------------------- | ----- | --------- | ----------------------- | --- | --------------------- | ----- |
|                | circonscription créée |       |           |                         |     | Tapunuu Niko Lee Hang | PPDH  |

| Candidat                  | Parti | Voix  | Pourcentage | Changement par rapport à 2016 | Résultat |
| ------------------------- | ----- | ----- | ----------- | ----------------------------- | --- |
| Tapunuu Niko Lee Hang     | PPDH  | 1 390 |             |                               | élu (député sortant de la circonscription des Électeurs individuels, abrogée, et ministre des Travaux publics, des Transports et des Infrastructures) |
| Veatauia Faatasi Puleiata | FAST  | 1 310 |             |                               | |

Vaimauga 4
| Député sortant | Député sortant         | Parti | Fonctions              | Sortant se représente ? | Élu | Élu                   | Parti |
| -------------- | ---------------------- | ----- | ---------------------- | ----------------------- | --- | --------------------- | ----- |
|                | Faaolesa Katopau Ainuu | PPDH  | Ministre de la Justice | oui                     |     | Faualo Harry Schuster | FAST  |

| Candidat                  | Parti  | Voix | Pourcentage | Changement par rapport à 2016 | Résultat      |
| ------------------------- | ------ | ---- | ----------- | ----------------------------- | ------------- |
| Faualo Harry Schuster     | FAST   | 908  |             |                               | élu           |
| Faaolesa Katopau Ainuu    | PPDH   | 624  |             |                               | sortant battu |
| Vaea Ivani Eli            | Tautua | 184  |             |                               |               |
| Maugaoalii Faamanu Ropati | PPDH   | 107  |             |                               |               |

Faleata 1
| Député sortant | Député sortant        | Parti | Fonctions | Sortant se représente ? | Élu | Élu                          | Parti |
| -------------- | --------------------- | ----- | --------- | ----------------------- | --- | ---------------------------- | ----- |
|                | Salausa John Ah Ching | PPDH  | -         | oui                     |     | Manuleleua Paletasala Tovale | FAST  |

| Candidat                     | Parti | Voix  | Pourcentage | Changement par rapport à 2016 | Résultat      |
| ---------------------------- | ----- | ----- | ----------- | ----------------------------- | ------------- |
| Manuleleua Paletasala Tovale | FAST  | 1 181 |             |                               | élu           |
| Salausa John Ah Ching        | PPDH  | 1 130 |             |                               | sortant battu |
| Leapai Richard Brown         | PPDH  | 978   |             |                               |               |
| Manuleleua Ioane Manuleleua  | FAST  | 213   |             |                               |               |
| Lepou Petelo II              | PPDH  | 74    |             |                               |               |

Faleata 2
| Député sortant | Député sortant            | Parti | Fonctions | Sortant se représente ? | Élu | Élu                     | Parti |
| -------------- | ------------------------- | ----- | --------- | ----------------------- | --- | ----------------------- | ----- |
|                | Lealailepule Rimoni Aiafi | PPDH  |           | non                     |     | Leatinuu Wayne So'oialo | FAST  |

| Candidat                | Parti | Voix  | Pourcentage | Changement par rapport à 2016 | Résultat |
| ----------------------- | ----- | ----- | ----------- | ----------------------------- | -------- |
| Leatinuu Wayne So'oialo | FAST  | 1 774 |             |                               | élu      |
| Ulugia Elon Betham      | PPDH  | 858   |             |                               |          |
| Ulugia Matau Siatiu     | PPDH  | 170   |             |                               |          |

Faleata 3
| Député sortant | Député sortant        | Parti | Fonctions | Sortant se représente ? | Élu | Élu          | Parti |
| -------------- | --------------------- | ----- | --------- | ----------------------- | --- | ------------ | ----- |
|                | circonscription créée |       |           |                         |     | Ale Vena Ale | PPDH  |

| Candidat                  | Parti  | Voix | Pourcentage | Changement par rapport à 2016 | Résultat |
| ------------------------- | ------ | ---- | ----------- | ----------------------------- | -------- |
| Ale Vena Ale              | PPDH   | 851  |             |                               | élu      |
| Ulu Bismarck Crawley      | PPDH   | 567  |             |                               |          |
| Lealasopo Leuii Vaitagutu | Tautua | 151  |             |                               |          |

Sagaga 1
| Député sortant | Député sortant | Parti | Fonctions                                            | Sortant se représente ? | Élu | Élu                  | Parti |
| -------------- | -------------- | ----- | ---------------------------------------------------- | ----------------------- | --- | -------------------- | ----- |
|                | Keneti Sio     | PPDH  | Ministre de l'Éducation, de la Culture et des Sports | oui                     |     | Loau Sola Keneti Sio | PPDH  |

| Candidat             | Parti | Voix | Pourcentage | Changement par rapport à 2016 | Résultat |
| -------------------- | ----- | ---- | ----------- | ----------------------------- | -------- |
| Loau Sola Keneti Sio | PPDH  | 965  |             |                               | réélu    |
| Papalii Tavita Moala | FAST  | 668  |             |                               |          |

Sagaga 2
| Député sortant | Député sortant           | Parti | Fonctions | Sortant se représente ? | Élu | Élu                      | Parti |
| -------------- | ------------------------ | ----- | --------- | ----------------------- | --- | ------------------------ | ----- |
|                | Seiuli Ueligitone Seiuli | PPDH  |           | oui                     |     | Seiuli Ueligitone Seiuli | PPDH  |

| Candidat                    | Parti         | Voix | Pourcentage | Changement par rapport à 2016 | Résultat |
| --------------------------- | ------------- | ---- | ----------- | ----------------------------- | -------- |
| Seiuli Ueligitone Seiuli    | PPDH          | 681  |             |                               | réélu    |
| Maualaivao Patelesio Ah Him | aucun         | 538  |             |                               |          |
| Maulolo Tavita Amosa        | aucun         | 522  |             |                               |          |
| Fata Meafou                 | FAST          | 475  |             |                               |          |
| Lio Ioapo Ioapo             | PPDH          | 156  |             |                               |          |
| Faalogo Ivins Chan Tong     | FAST          | 155  |             |                               |          |
| Vaotuua Michael Toevai      | Samoa d'abord | 53   |             |                               |          |

Sagaga 3
| Député sortant | Député sortant        | Parti | Fonctions | Sortant se représente ? | Élu | Élu              | Parti |
| -------------- | --------------------- | ----- | --------- | ----------------------- | --- | ---------------- | ----- |
|                | circonscription créée |       |           |                         |     | Sala Fata Pinati | PPDH  |

| Candidat              | Parti | Voix | Pourcentage | Changement par rapport à 2016 | Résultat                                                |
| --------------------- | ----- | ---- | ----------- | ----------------------------- | ------------------------------------------------------- |
| Sala Fata Pinati      | PPDH  | 813  |             |                               | élu (député sortant de la circonscription Gagaemauga 1) |
| Tuala Olivetti Ah Him | PPDH  | 675  |             |                               |                                                         |
| Sala Vaimili II Uili  | FAST  | 600  |             |                               |                                                         |

Sagaga 4
| Député sortant | Député sortant        | Parti | Fonctions | Sortant se représente ? | Élu | Élu                           | Parti |
| -------------- | --------------------- | ----- | --------- | ----------------------- | --- | ----------------------------- | ----- |
|                | circonscription créée |       |           |                         |     | Tuisa Tulimasealii Tasi Patea | PPDH  |

| Candidat                      | Parti | Voix | Pourcentage | Changement par rapport à 2016 | Résultat |
| ----------------------------- | ----- | ---- | ----------- | ----------------------------- | -------- |
| Tuisa Tulimasealii Tasi Patea | PPDH  | 825  |             |                               | élu      |
| Tagaloatele Poloa             | FAST  | 557  |             |                               |          |
| Liutagata Poe Elama           | PPDH  | 468  |             |                               |          |
| Tulimasealii Samasoni Pomare  | FAST  | 392  |             |                               |          |

Aana Alofi 1
| Député sortant | Député sortant    | Parti | Fonctions            | Sortant se représente ? | Élu | Élu                             | Parti |
| -------------- | ----------------- | ----- | -------------------- | ----------------------- | --- | ------------------------------- | ----- |
|                | Talalelei Tuitama | PPDH  | Ministre de la Santé | non                     |     | Fesolai Apulu Tusiupu Tuigamala | FAST  |

| Candidat                        | Parti                                        | Voix | Pourcentage | Changement par rapport à 2016 | Résultat |
| ------------------------------- | -------------------------------------------- | ---- | ----------- | ----------------------------- | -------- |
| Fesolai Apulu Tusiupu Tuigamala | FAST                                         | 766  |             |                               | élu      |
| Taueva Faafouina Rupo Sauvao    | PPDH                                         | 478  |             |                               |          |
| Fesolai Aleni Sofara            | aucun                                        | 180  |             |                               |          |
| Fesolai Logo Tepa Toloa         | Parti des Samoa souveraines et indépendantes | 24   |             |                               |          |

Aana Alofi 2
| Député sortant | Député sortant   | Parti | Fonctions               | Sortant se représente ? | Élu | Élu                   | Parti |
| -------------- | ---------------- | ----- | ----------------------- | ----------------------- | --- | --------------------- | ----- |
|                | Toleafoa Faafisi | PPDH  | Président du Parlement. | non                     |     | Aiono Afaese Toleafoa | PPDH  |

| Candidat                          | Parti  | Voix | Pourcentage | Changement par rapport à 2016 | Résultat |
| --------------------------------- | ------ | ---- | ----------- | ----------------------------- | -------- |
| Aiono Afaese Toleafoa             | PPDH   | 310  |             |                               | élu      |
| Lolomatauama Eseta Mataituli      | FAST   | 197  |             |                               |          |
| Apenamoamanatunatu Tuuau Letaulau | PPDH   | 126  |             |                               |          |
| Faletutulu Ameti Faletutulu       | Tautua | 59   |             |                               |          |

Aana Alofi 3
| Député sortant | Député sortant             | Parti  | Fonctions | Sortant se représente ?   | Élu | Élu                            | Parti |
| -------------- | -------------------------- | ------ | --------- | ------------------------- | --- | ------------------------------ | ----- |
|                | Ili Setefano Taateo Tafili | Tautua |           | oui (mais sans étiquette) |     | Agaseata Valelio Tanuvasa Peto | FAST  |

| Candidat                       | Parti | Voix | Pourcentage | Changement par rapport à 2016 | Résultat      |
| ------------------------------ | ----- | ---- | ----------- | ----------------------------- | ------------- |
| Agaseata Valelio Tanuvasa Peto | FAST  | 675  |             |                               | élu           |
| Ili Setefano Taateo Tafili     | aucun | 560  |             |                               | sortant battu |
| Niuapu Faaui II Leiataualesa   | PPDH  | 277  |             |                               |               |
| Agaseata Neemia Auvaa          | aucun | 61   |             |                               |               |

Aana Alofi 4
| Député sortant | Député sortant               | Parti | Fonctions                                                        | Sortant se représente ? | Élu | Élu                            | Parti |
| -------------- | ---------------------------- | ----- | ---------------------------------------------------------------- | ----------------------- | --- | ------------------------------ | ----- |
|                | Afamasaga Lepuiai Rico Tupai | PPDH  | Ministre des Communications et des Technologies de l'Information | oui                     |     | Toeolesulusulu Cedric Schuster | FAST  |

| Candidat                         | Parti  | Voix | Pourcentage | Changement par rapport à 2016 | Résultat      |
| -------------------------------- | ------ | ---- | ----------- | ----------------------------- | ------------- |
| Toeolesulusulu Cedric Schuster   | FAST   | 828  |             |                               | élu           |
| Afamasaga Lepuiai Rico Tupai     | PPDH   | 617  |             |                               | sortant battu |
| Toleafoa Pili Asiata             | PPDH   | 355  |             |                               |               |
| Taufono Lealiee Saipini          | aucun  | 150  |             |                               |               |
| Tamanana Afamasaga Uelese Tasolo | Tautua | 39   |             |                               |               |

Aiga I le Tai
| Député sortant | Député sortant         | Parti          | Fonctions | Sortant se représente ? | Élu | Élu                        | Parti |
| -------------- | ---------------------- | -------------- | --------- | ----------------------- | --- | -------------------------- | ----- |
|                | Mulipola Leiataua Laki | sans étiquette |           | non                     |     | Auapaau Mulipola Aloitafua | FAST  |

| Candidat                           | Parti | Voix  | Pourcentage | Changement par rapport à 2016 | Résultat |
| ---------------------------------- | ----- | ----- | ----------- | ----------------------------- | -------- |
| Auapaau Mulipola Aloitafua         | FAST  | 1 314 |             |                               | élu      |
| Mulipola Taupau Leiataualesa Oliva | PPDH  | 801   |             |                               |          |
| Ifopo Matia Filisi Jahnke          | PPDH  | 704   |             |                               |          |
| Mulipola Atonia Mulipola           | PPDH  | 315   |             |                               |          |
| Puli Taialofa Naseri               | PPDH  | 198   |             |                               |          |

Falelatai et Samatau
| Député sortant | Député sortant | Parti | Fonctions | Sortant se représente ? | Élu | Élu                    | Parti |
| -------------- | -------------- | ----- | --------- | ----------------------- | --- | ---------------------- | ----- |
|                | Taefu Lemi     | PPDH  |           | oui                     |     | Lupematasila Tile Lela | PPDH  |

| Candidat               | Parti | Voix | Pourcentage | Changement par rapport à 2016 | Résultat      |
| ---------------------- | ----- | ---- | ----------- | ----------------------------- | ------------- |
| Lupematasila Tile Lela | PPDH  | 980  |             |                               | élu           |
| Pau Roy Ausage         | FAST  | 825  |             |                               |               |
| Taefu Lemi             | PPDH  | 340  |             |                               | sortant battu |

Faleseela et Lefaga
| Député sortant | Député sortant                  | Parti | Fonctions | Sortant se représente ? | Élu | Élu                          | Parti |
| -------------- | ------------------------------- | ----- | --------- | ----------------------- | --- | ---------------------------- | ----- |
|                | Toleafola Ken Vaafusuaga Poutoa | PPDH  |           | non                     |     | Masinalupe Makesi Masinalupe | FAST  |

| Candidat                     | Parti | Voix | Pourcentage | Changement par rapport à 2016 | Résultat |
| ---------------------------- | ----- | ---- | ----------- | ----------------------------- | -------- |
| Masinalupe Makesi Masinalupe | FAST  | 884  |             |                               | élu      |
| Sui Tanielu Sua              | PPDH  | 691  |             |                               |          |
| Fui Leapai Asofou So'o       | PPDH  | 435  |             |                               |          |
| Lemalu Enokati Lemalu        | FAST  | 377  |             |                               |          |
| Lemalu Lemamea Mathew Mualia | PPDH  | 97   |             |                               |          |

Safata 1
| Député sortant | Député sortant       | Parti | Fonctions | Sortant se représente ? | Élu | Élu                  | Parti |
| -------------- | -------------------- | ----- | --------- | ----------------------- | --- | -------------------- | ----- |
|                | Leaana Ronnie Posini | PPDH  |           | oui                     |     | Leaana Ronnie Posini | PPDH  |

| Candidat              | Parti | Voix | Pourcentage | Changement par rapport à 2011 | Résultat |
| --------------------- | ----- | ---- | ----------- | ----------------------------- | -------- |
| Leaana Ronnie Posini  | PPDH  | 864  |             |                               | réélu    |
| Palusalue Fa'apo II   | FAST  | 715  |             |                               |          |
| Tafaunai Aialii Anapu | PPDH  | 447  |             |                               |          |

Safata 2
| Député sortant | Député sortant    | Parti | Fonctions | Sortant se représente ? | Élu | Élu               | Parti |
| -------------- | ----------------- | ----- | --------- | ----------------------- | --- | ----------------- | ----- |
|                | Nonu Niumata Lose | PPDH  |           | oui                     |     | Nonu Niumata Lose | PPDH  |

| Candidat                          | Parti  | Voix | Pourcentage | Changement par rapport à 2016 | Résultat |
| --------------------------------- | ------ | ---- | ----------- | ----------------------------- | -------- |
| Nonu Niumata Lose                 | PPDH   | 489  |             |                               | réélu    |
| Teo Faitele Afamasaga             | PPDH   | 217  |             |                               |          |
| Laumatiamanu Mathew Ringo Purcell | FAST   | 197  |             |                               |          |
| Vaatausili Feata Toleafoa         | PPDH   | 172  |             |                               |          |
| Leota-Suatele Manusegi Tufela     | Tautua | 135  |             |                               |          |
| Tupai Tuugamusu Vaimagalo Afioga  | PPDH   | 15   |             |                               |          |

Siumu
| Député sortant | Député sortant      | Parti | Fonctions | Sortant se représente ? | Élu | Élu               | Parti |
| -------------- | ------------------- | ----- | --------- | ----------------------- | --- | ----------------- | ----- |
|                | Faaloto Iosefa Sopi | PPDH  |           | oui                     |     | Tuuu Anasii Leota | PPDH  |

| Candidat               | Parti | Voix | Pourcentage | Changement par rapport à 2016 | Résultat      |
| ---------------------- | ----- | ---- | ----------- | ----------------------------- | ------------- |
| Tuuu Anasii Leota      | PPDH  | 616  |             |                               | élu           |
| Tuuu Amaramo Pagamalie | PPDH  | 385  |             |                               |               |
| Faaloto Iosefa Sopi    | PPDH  | 133  |             |                               | sortant battu |
| Atuatasi Katifa Bryce  | FAST  | 238  |             |                               |               |
| Mano Ioelu             | PPDH  | 114  |             |                               |               |

Falealili 1
| Député sortant | Député sortant     | Parti | Fonctions | Sortant se représente ? | Élu | Élu                         | Parti |
| -------------- | ------------------ | ----- | --------- | ----------------------- | --- | --------------------------- | ----- |
|                | Aumua Isaia Lameko | PPDH  |           | oui                     |     | Toelupe Poumulinuku Onesemo | FAST  |

| Candidat                    | Parti | Voix | Pourcentage | Changement par rapport à 2016 | Résultat      |
| --------------------------- | ----- | ---- | ----------- | ----------------------------- | ------------- |
| Toelupe Poumulinuku Onesemo | FAST  | 960  |             |                               | élu           |
| Aumua Isaia Lameko          | PPDH  | 387  |             |                               | sortant battu |
| Tupuola Misi Tupuola        | PPDH  | 142  |             |                               |               |
| Teo Uuvalu Mauga            | PPDH  | 123  |             |                               |               |
| Lupeomanu Pelenato Fonoti   | PPDH  | 69   |             |                               |               |
| Pinofoaga Poaneki Epati     | FAST  | 57   |             |                               |               |

Falealili 2
| Député sortant | Député sortant                | Parti | Fonctions | Sortant se représente ? | Élu | Élu                           | Parti |
| -------------- | ----------------------------- | ----- | --------- | ----------------------- | --- | ----------------------------- | ----- |
|                | Fuimaono Teo Samuelu Atiifale | PPDH  |           | oui                     |     | Fuimaono Teo Samuelu Atiifale | PPDH  |

| Candidat                            | Parti | Voix | Pourcentage | Changement par rapport à 2016 | Résultat |
| ----------------------------------- | ----- | ---- | ----------- | ----------------------------- | -------- |
| Fuimaono Teo Samuelu Atiifale       | PPDH  | 471  |             |                               | réélu    |
| Maiava Viiga Fuimaono               | FAST  | 279  |             |                               |          |
| Veletaloola Fuimaono Lotomua Avauli | FAST  | 262  |             |                               |          |
| Fonoti Samagapea Namulauulu         | PPDH  | 44   |             |                               |          |

Lotofaga
| Député sortant | Député sortant | Parti | Fonctions | Sortant se représente ? | Élu | Élu                 | Parti |
| -------------- | -------------- | ----- | --------- | ----------------------- | --- | ------------------- | ----- |
|                | Naomi Mata'afa | FAST  |           | oui                     |     | Fiame Naomi Mataafa | FAST  |

| Candidat            | Parti | Voix | Pourcentage | Changement par rapport à 2016 | Résultat                   |
| ------------------- | ----- | ---- | ----------- | ----------------------------- | -------------------------- |
| Fiame Naomi Mataafa | FAST  | n/a  | n/a         | n/a                           | reconduite sans opposition |

Lepa
| Député sortant | Député sortant      | Parti | Fonctions        | Sortant se représente ? | Élu | Élu                          | Parti |
| -------------- | ------------------- | ----- | ---------------- | ----------------------- | --- | ---------------------------- | ----- |
|                | Sailele Malielegaoi | PPDH  | Premier ministre | oui                     |     | Tuilaepa Sailele Malielegaoi | PPDH  |

| Candidat                     | Parti | Voix | Pourcentage | Changement par rapport à 2016 | Résultat                  |
| ---------------------------- | ----- | ---- | ----------- | ----------------------------- | ------------------------- |
| Tuilaepa Sailele Malielegaoi | PPDH  | n/a  | n/a         | n/a                           | reconduit sans opposition |

Aleipata-Itupa I Luga
| Député sortant | Député sortant          | Parti | Fonctions | Sortant se représente ? | Élu | Élu                      | Parti |
| -------------- | ----------------------- | ----- | --------- | ----------------------- | --- | ------------------------ | ----- |
|                | Fagaaivalu Kenrick Samu | PPDH  |           | oui                     |     | Fuaava Suluimalo Amataga | PPDH  |

| Candidat                 | Parti | Voix | Pourcentage | Changement par rapport à 2016           | Résultat      |
| ------------------------ | ----- | ---- | ----------- | --------------------------------------- | ------------- |
| Fuaava Suluimalo Amataga | PPDH  |      |             | n/a                                     | élu           |
| Taua Edmund Taufua       | PPDH  |      |             | n/a                                     |               |
| Fagaaivalu Kenrick Samu  | PPDH  |      |             | n/a (reconduit sans adversaire en 2016) | sortant battu |

Aleipata-Itupa I Lalo
| Député sortant | Député sortant       | Parti | Fonctions | Sortant se représente ? | Élu | Élu                     | Parti |
| -------------- | -------------------- | ----- | --------- | ----------------------- | --- | ----------------------- | ----- |
|                | Tafua Maluelue Tafua | PPDH  |           | oui                     |     | Fiugalu Eteuati Eteuati | PPDH  |

| Candidat                | Parti  | Voix | Pourcentage | Changement par rapport à 2016 | Résultat      |
| ----------------------- | ------ | ---- | ----------- | ----------------------------- | ------------- |
| Fiugalu Eteuati Eteuati | PPDH   | 791  |             |                               | élu           |
| Tafua Maluelue Tafua    | PPDH   | 762  |             |                               | sortant battu |
| Tauiliili Kolose Fruean | FAST   | 199  |             |                               |               |
| Sua Samuelu Sua         | Tautua | 178  |             |                               |               |

Vaa o Fonoti
| Député sortant | Député sortant             | Parti | Fonctions | Sortant se représente ? | Élu | Élu                    | Parti |
| -------------- | -------------------------- | ----- | --------- | ----------------------- | --- | ---------------------- | ----- |
|                | Tialavea Fea Tionisio Hunt | PPDH  |           | non                     |     | Mau'u Siaosi Puepuemai | PPDH  |

| Candidat                    | Parti | Voix | Pourcentage | Changement par rapport à 2016 | Résultat |
| --------------------------- | ----- | ---- | ----------- | ----------------------------- | -------- |
| Mau'u Siaosi Puepuemai      | PPDH  | 740  |             |                               | élu      |
| Fauoo Fatu Tielu            | aucun | 271  |             |                               |          |
| Logo Pelenatino Lavata'i    | FAST  | 70   |             |                               |          |
| Valaau Togia Maalaelu       | PPDH  | 61   |             |                               |          |
| Taumainamoe Aufui Tuimalatu | PPDH  | 25   |             |                               |          |

Anoamaa 1
| Député sortant | Député sortant             | Parti | Fonctions | Sortant se représente ? | Élu | Élu                        | Parti |
| -------------- | -------------------------- | ----- | --------- | ----------------------- | --- | -------------------------- | ----- |
|                | Alaiasa Moefaauouo Moananu | PPDH  |           | oui                     |     | Alaiasa Moefaauouo Moananu | PPDH  |

| Candidat                           | Parti         | Voix | Pourcentage | Changement par rapport à 2016 | Résultat |
| ---------------------------------- | ------------- | ---- | ----------- | ----------------------------- | -------- |
| Alaiasa Moefaauouo Moananu         | PPDH          | 959  |             |                               | réélu    |
| Tialavea Tusa Leniu Tionisio Hunt  | PPDH          | 868  |             |                               |          |
| Leuluama Vaai Faaee                | FAST          | 152  |             |                               |          |
| Fonoti Limutau Menefata Asiata     | FAST          | 70   |             |                               |          |
| Upuolevavau Agnes Togialeoli-Ugapo | Samoa d'abord | 57   |             |                               |          |

Anoamaa 2
| Député sortant | Député sortant | Parti | Fonctions | Sortant se représente ? | Élu | Élu                             | Parti |
| -------------- | -------------- | ----- | --------- | ----------------------- | --- | ------------------------------- | ----- |
|                | Pierre Lauofo  | PPDH  |           | oui                     |     | Fonotoe Nuafesili Pierre Lauofo | PPDH  |

| Candidat                        | Parti         | Voix  | Pourcentage | Changement par rapport à 2016 | Résultat |
| ------------------------------- | ------------- | ----- | ----------- | ----------------------------- | -------- |
| Fonotoe Nuafesili Pierre Lauofo | PPDH          | 1 087 |             |                               | réélu    |
| Toomata Norah Leota             | FAST          | 762   |             |                               |          |
| Taiatu Sulutumu Sasa Milo       | aucun         | 272   |             |                               |          |
| Leuluaialii Joseph Brown        | Samoa d'abord | 7     |             |                               |          |

Faasaleleaga 1
| Député sortant | Député sortant | Parti | Fonctions             | Sortant se représente ? | Élu | Élu                             | Parti |
| -------------- | -------------- | ----- | --------------------- | ----------------------- | --- | ------------------------------- | ----- |
|                | Epa Tuioti     | PPDH  | Ministre des Finances | oui                     |     | Matamua Seumanu Vasati Pulufana | FAST  |

| Candidat                        | Parti | Voix  | Pourcentage | Changement par rapport à 2016 | Résultat      |
| ------------------------------- | ----- | ----- | ----------- | ----------------------------- | ------------- |
| Matamua Seumanu Vasati Pulufana | FAST  | 1 219 |             |                               | élue          |
| Sili Epa Tuioti                 | PPDH  | 705   |             |                               | sortant battu |

Faasaleleaga 2
| Député sortant | Député sortant                       | Parti | Fonctions | Sortant se représente ? | Élu | Élu                 | Parti |
| -------------- | ------------------------------------ | ----- | --------- | ----------------------- | --- | ------------------- | ----- |
|                | Gatoloaifaana Amataga Alesana Gidlow | PPDH  |           | oui                     |     | Magele Sekati Fiaui | FAST  |

| Candidat                             | Parti  | Voix | Pourcentage | Changement par rapport à 2016 | Résultat        |
| ------------------------------------ | ------ | ---- | ----------- | ----------------------------- | --------------- |
| Magele Sekati Fiaui                  | FAST   | 116  |             |                               | élu             |
| Gatoloaifaana Amataga Alesana Gidlow | PPDH   | 102  |             |                               | sortante battue |
| Talalafai Toma Amosa                 | PPDH   | 42   |             |                               |                 |
| Oloapu Ka Iese                       | PPDH   | 32   |             |                               |                 |
| Sua Vivian Leota-Suatele             | Tautua | 16   |             |                               |                 |

Faasaleleaga 3
| Député sortant | Député sortant              | Parti | Fonctions | Sortant se représente ? | Élu | Élu                               | Parti |
| -------------- | --------------------------- | ----- | --------- | ----------------------- | --- | --------------------------------- | ----- |
|                | Namulauulu Leota Sami Leota | PPDH  |           | oui                     |     | Papalii Lio Oloipola Taeu Masipau | FAST  |

| Candidat                          | Parti | Voix  | Pourcentage | Changement par rapport à 2016 | Résultat      |
| --------------------------------- | ----- | ----- | ----------- | ----------------------------- | ------------- |
| Papalii Lio Oloipola Taeu Masipau | FAST  | 1 268 |             |                               | élu           |
| Namulauulu Leota Sami Leota       | PPDH  | 1 072 |             |                               | sortant battu |
| Li'omatua Ainuu Siaosi Sala'a     | FAST  | 65    |             |                               |               |

Faasaleleaga 4
| Député sortant | Député sortant  | Parti | Fonctions | Sortant se représente ? | Élu | Élu               | Parti |
| -------------- | --------------- | ----- | --------- | ----------------------- | --- | ----------------- | ----- |
|                | Tofa Foleni Lio | PPDH  |           | oui                     |     | Tea To'oala Peato | FAST  |

| Candidat              | Parti | Voix | Pourcentage | Changement par rapport à 2016 | Résultat      |
| --------------------- | ----- | ---- | ----------- | ----------------------------- | ------------- |
| Tea To'ala Peato      | FAST  | 788  |             |                               | élu           |
| Tofa Foleni Lio       | PPDH  | 251  |             |                               | sortant battu |
| Tooala Fetauai Tiatia | aucun | 179  |             |                               |               |
| Unasa Viane Toala     | FAST  | 163  |             |                               |               |
| Unasa Tauheia Levaai  | PPDH  | 111  |             |                               |               |

Faasaleleaga 4
| Député sortant | Député sortant          | Parti | Fonctions | Sortant se représente ? | Élu | Élu                     | Parti |
| -------------- | ----------------------- | ----- | --------- | ----------------------- | --- | ----------------------- | ----- |
|                | Peseta Vaifou Tevagaena | PPDH  |           | oui                     |     | Peseta Vaifou Tevagaena | PPDH  |

| Candidat                            | Parti | Voix | Pourcentage | Changement par rapport à 2016 | Résultat |
| ----------------------------------- | ----- | ---- | ----------- | ----------------------------- | -------- |
| Peseta Vaifou Tevagaena             | PPDH  | 442  |             |                               | réélu    |
| Matafeo Seinafolava Reupena Matafeo | PPDH  | 370  |             |                               |          |
| Vui Seinafolava Laniselota Lameko   | PPDH  | 352  |             |                               |          |

Gagaemauga 1
| Député sortant | Député sortant | Parti | Fonctions            | Sortant se représente ? | Élu | Élu              | Parti          |
| -------------- | -------------- | ----- | -------------------- | ----------------------- | --- | ---------------- | -------------- |
|                | Fata Pinati    | PPDH  | Ministre du Tourisme | non                     |     | Iosefo Ponifasio | sans étiquette |

| Candidat                      | Parti | Voix | Pourcentage | Changement par rapport à 2016 | Résultat |
| ----------------------------- | ----- | ---- | ----------- | ----------------------------- | -------- |
| Tuala Iosefo Ponifasio        | aucun | 624  |             |                               | élu      |
| Laufou Alofipo Faamanu Manase | PPDH  | 330  |             |                               |          |
| Vaaaoao Salumalo Alofipo      | FAST  | 287  |             |                               |          |

Gagaemauga 2
| Député sortant | Député sortant              | Parti | Fonctions | Sortant se représente ? | Élu | Élu               | Parti |
| -------------- | --------------------------- | ----- | --------- | ----------------------- | --- | ----------------- | ----- |
|                | Faasootauloa Pati Taulapapa | PPDH  |           | non                     |     | Seumuli Fasi Toma | FAST  |

| Candidat                | Parti | Voix | Pourcentage | Changement par rapport à 2016 | Résultat                                                      |
| ----------------------- | ----- | ---- | ----------- | ----------------------------- | ------------------------------------------------------------- |
| Seumuli Fasi Toma       | FAST  | 760  |             |                               | élu                                                           |
| Nafoitoa Talaimanu Keti | PPDH  | 720  |             |                               | Député sortant de la circonscription abrogée de Gagaemauga 3. |

Gagaifomauga 1
| Député sortant | Député sortant | Parti | Fonctions                                                        | Sortant se représente ? | Élu | Élu                     | Parti |
| -------------- | -------------- | ----- | ---------------------------------------------------------------- | ----------------------- | --- | ----------------------- | ----- |
|                | Kika Stowers   | PPDH  | Ministre des Femmes, des Communautés et du Développement social. | oui                     |     | Faimalotoa Kika Stowers | PPDH  |

| Candidat                | Parti  | Voix | Pourcentage | Changement par rapport à 2016 | Résultat |
| ----------------------- | ------ | ---- | ----------- | ----------------------------- | -------- |
| Faimalotoa Kika Stowers | PPDH   | 481  |             |                               | réélue   |
| Timu Iakopo Timu        | PPDH   | 241  |             |                               |          |
| Lavea Peseta Lua Nafoi  | Tautua | 186  |             |                               |          |
| Uuga Venasio Fidow      | FAST   | 163  |             |                               |          |

Gagaifomauga 2
| Député sortant | Député sortant | Parti | Fonctions | Sortant se représente ? | Élu | Élu                        | Parti |
| -------------- | -------------- | ----- | --------- | ----------------------- | --- | -------------------------- | ----- |
|                | Sooalo Mene    | PPDH  |           | oui                     |     | Vaele Paiaaua Iona Sekuini | FAST  |

| Candidat                        | Parti | Voix | Pourcentage | Changement par rapport à 2011 | Résultat      |
| ------------------------------- | ----- | ---- | ----------- | ----------------------------- | ------------- |
| Vaele Paiaaua Iona Sekuini      | FAST  | 578  |             |                               | élu           |
| Sooalo Mene                     | PPDH  | 426  |             |                               | sortant battu |
| Peauala Titi Lamese             | PPDH  | 249  |             |                               |               |
| Lepailetai Sifuiva Ieti Ngg Cho | PPDH  | 115  |             |                               |               |
| Manuta Lavamaile Uesile         | PPDH  | 27   |             |                               |               |

Gagaifomauga 3
| Député sortant | Député sortant     | Parti | Fonctions | Sortant se représente ? | Élu | Élu                            | Parti |
| -------------- | ------------------ | ----- | --------- | ----------------------- | --- | ------------------------------ | ----- |
|                | Leuatea Polataivao | FAST  |           | oui                     |     | Laauli Leuatea Polataivao Fosi | FAST  |

| Candidat                       | Parti | Voix | Pourcentage | Changement par rapport à 2016 | Résultat |
| ------------------------------ | ----- | ---- | ----------- | ----------------------------- | -------- |
| Laauli Leuatea Polataivao Fosi | FAST  | 788  |             |                               | réélu    |
| Faaulusau Rosa Lavea           | PPDH  | 234  |             |                               |          |

Vaisigano 1
| Député sortant | Député sortant       | Parti | Fonctions                  | Sortant se représente ? | Élu | Élu               | Parti |
| -------------- | -------------------- | ----- | -------------------------- | ----------------------- | --- | ----------------- | ----- |
|                | Lopaoo Natanielu Mua | PPDH  | Ministre de l'Agriculture. | oui                     |     | Niuava Eti Malolo | FAST  |

| Candidat             | Parti | Voix | Pourcentage | Changement par rapport à 2016 | Résultat      |
| -------------------- | ----- | ---- | ----------- | ----------------------------- | ------------- |
| Niuava Eti Malolo    | FAST  | 798  |             |                               | élu           |
| Lopaoo Natanielu Mua | PPDH  | 517  |             |                               | sortant battu |

Vaisigano 2
| Député sortant | Député sortant             | Parti | Fonctions | Sortant se représente ? | Élu | Élu                    | Parti |
| -------------- | -------------------------- | ----- | --------- | ----------------------- | --- | ---------------------- | ----- |
|                | Tapulesatele Mauteni Esera | PPDH  |           | oui                     |     | Valasi Tafito Selesele | FAST  |

| Candidat                   | Parti | Voix | Pourcentage | Changement par rapport à 2011 | Résultat      |
| -------------------------- | ----- | ---- | ----------- | ----------------------------- | ------------- |
| Valasi Tafito Selesele     | FAST  | 579  |             |                               | élu           |
| Tapulesatele Mauteni Esera | PPDH  | 504  |             |                               | sortant battu |

Falealupo
| Député sortant | Député sortant             | Parti  | Fonctions | Sortant se représente ? | Élu | Élu                    | Parti |
| -------------- | -------------------------- | ------ | --------- | ----------------------- | --- | ---------------------- | ----- |
|                | Aeau Peniamina Leavaiseeta | Tautua |           | non                     |     | Leota Aeau Tima Leavai | PPDH  |

| Candidat               | Parti | Voix | Pourcentage | Changement par rapport à 2016 | Résultat |
| ---------------------- | ----- | ---- | ----------- | ----------------------------- | -------- |
| Leota Aeau Tima Leavai | PPDH  | 455  |             |                               | élue     |
| Fuiono Tenina Crichton | FAST  | 347  |             |                               |          |
| Solia Iosefo Kalolo    | PPDH  | 55   |             |                               |          |

Alataua Sisifo
| Député sortant | Député sortant              | Parti | Fonctions | Sortant se représente ? | Élu | Élu          | Parti |
| -------------- | --------------------------- | ----- | --------- | ----------------------- | --- | ------------ | ----- |
|                | Aliimalemlemanu Alofa Tuuau | PPDH  |           | oui                     |     | Seuula Ioane | FAST  |

| Candidat                    | Parti | Voix | Pourcentage | Changement par rapport à 2016 | Résultat                                                 |
| --------------------------- | ----- | ---- | ----------- | ----------------------------- | -------------------------------------------------------- |
| Seuula Ioane                | FAST  | 677  |             |                               | élu                                                      |
| Aliimalemlemanu Alofa Tuuau | PPDH  | 447  |             |                               | sortante battue (mais élue comme députée supplémentaire) |

Salega 1
| Député sortant | Député sortant     | Parti | Fonctions | Sortant se représente ? | Élu | Élu                            | Parti |
| -------------- | ------------------ | ----- | --------- | ----------------------- | --- | ------------------------------ | ----- |
|                | Toomata Aki Tuipea | PPDH  |           | oui                     |     | Fepuleai Faasavalu Faimata Sua | FAST  |

| Candidat                       | Parti  | Voix | Pourcentage | Changement par rapport à 2016 | Résultat      |
| ------------------------------ | ------ | ---- | ----------- | ----------------------------- | ------------- |
| Fepuleai Faasavalu Faimata Sua | FAST   | 374  |             |                               | élu           |
| Afualo Wood Salele             | Tautua | 363  |             |                               |               |
| Toomata Aki Tuipea             | PPDH   | 361  |             |                               | sortant battu |
| Leumuava Asalemo Tuimauga      | aucun  | 62   |             |                               |               |

Salega 2
| Député sortant | Député sortant | Parti | Fonctions | Sortant se représente ? | Élu | Élu                | Parti |
| -------------- | -------------- | ----- | --------- | ----------------------- | --- | ------------------ | ----- |
|                | Afoa Vaai      | FAST  |           | oui                     |     | Olo Fiti Afoa Vaai | FAST  |

| Candidat           | Parti  | Voix | Pourcentage | Changement par rapport à 2016 | Résultat |
| ------------------ | ------ | ---- | ----------- | ----------------------------- | -------- |
| Olo Fiti Afoa Vaai | FAST   | 380  |             |                               | réélu    |
| Tapuai Pesa Ve'e   | PPDH   | 353  |             |                               |          |
| Mae'e Ualesi Silva | PPDH   | 97   |             |                               |          |
| Tapuai Etuale Fala | Tautua | 10   |             |                               |          |

Palauli 1
| Député sortant | Député sortant               | Parti | Fonctions | Sortant se représente ? | Élu | Élu                     | Parti |
| -------------- | ---------------------------- | ----- | --------- | ----------------------- | --- | ----------------------- | ----- |
|                | Afoa Amituanai Faleulu Mauli | PPDH  |           | oui                     |     | Mulipola Anarosa Molioo | FAST  |

| Candidat                     | Parti         | Voix | Pourcentage | Changement par rapport à 2016 | Résultat      |
| ---------------------------- | ------------- | ---- | ----------- | ----------------------------- | ------------- |
| Mulipola Anarosa Molioo      | FAST          | 694  |             |                               | élue          |
| Tupai Avala Savaiinaea       | Tautua        | 444  |             |                               |               |
| Leotamanusala Lene Samuelu   | aucun         | 424  |             |                               |               |
| Agafili Patisela Tolovaa     | PPDH          | 167  |             |                               |               |
| Afoa Amituanai Faleulu Mauli | PPDH          | 106  |             |                               | sortant battu |
| Toilolo Pisa Gase            | PPDH          | 43   |             |                               |               |
| Lealofi Vagavao Lealofi      | Samoa d'abord | 16   |             |                               |               |

Palauli 2
| Député sortant | Député sortant        | Parti | Fonctions | Sortant se représente ? | Élu | Élu                   | Parti |
| -------------- | --------------------- | ----- | --------- | ----------------------- | --- | --------------------- | ----- |
|                | Faumuina Tiatia Liuga | PPDH  |           | oui                     |     | Leota Laki Lamositele | FAST  |

| Candidat                | Parti | Voix | Pourcentage | Changement par rapport à 2011 | Résultat      |
| ----------------------- | ----- | ---- | ----------- | ----------------------------- | ------------- |
| Leota Laki Lamositele   | FAST  | 742  |             |                               | élu           |
| Tiatia Mapesone Mapusua | FAST  | 735  |             |                               |               |
| Faumuina Tiatia Liuga   | PPDH  | 269  |             |                               | sortant battu |

Palauli 3
| Député sortant | Député sortant               | Parti | Fonctions | Sortant se représente ? | Élu | Élu                    | Parti |
| -------------- | ---------------------------- | ----- | --------- | ----------------------- | --- | ---------------------- | ----- |
|                | Tuifaasisina Lisati Palemene | PPDH  |           | oui                     |     | Lagaaia Tiatuau Tufuga | FAST  |

| Candidat                     | Parti  | Voix | Pourcentage | Changement par rapport à 2016 | Résultat      |
| ---------------------------- | ------ | ---- | ----------- | ----------------------------- | ------------- |
| Lagaaia Tiatuau Tufuga       | FAST   | 481  |             |                               | élu           |
| Aiolupotea Toni Leleisiuao   | PPDH   | 348  |             |                               |               |
| Tuifaasisina Lisati Palemene | PPDH   | 318  |             |                               | sortant battu |
| Tafili Pesamino Leo          | PPDH   | 274  |             |                               |               |
| Mataafa Fonofaavae Mataafa   | FAST   | 86   |             |                               |               |
| Laulu Ianeta Chan Tung       | PPDH   | 33   |             |                               |               |
| Fiso Taranaki Mailei         | Tautua | 26   |             |                               |               |

Satupaitea
| Député sortant | Député sortant | Parti | Fonctions                                                                               | Sortant se représente ? | Élu | Élu                        | Parti |
| -------------- | -------------- | ----- | --------------------------------------------------------------------------------------- | ----------------------- | --- | -------------------------- | ----- |
|                | Selafi Purcell | PPDH  | Ministre du Commerce, des Industries et du Travail ; ministre des Entreprises publiques | oui                     |     | Lautafi Fio Selafi Purcell | PPDH  |

| Candidat                   | Parti | Voix | Pourcentage | Changement par rapport à 2016           | Résultat |
| -------------------------- | ----- | ---- | ----------- | --------------------------------------- | -------- |
| Lautafi Fio Selafi Purcell | PPDH  | 502  |             | n/a (reconduit sans opposition en 2016) | réélu    |
| Tavui Tafu Salevao         | PPDH  | 440  |             | n/a                                     |          |

## Changements ultérieurs

### Élections invalidées et nouveaux députés (2021)
Mi-juin 2021, la Cour suprême casse l'élection de Seiuli Ueligitone Seiuli, député HRPP de la circonscription de Sagaga 2, le reconnaissant coupable de corruption électorale. Il est dès lors inéligible pendant quinze ans. Plusieurs autres élus du HRPP sont successivement reconnus coupables de corruption électorale, ou bien démissionnent de manière préemptive pour ne pas être condamnés et inéligibles ; à la mi-août 2021, le HRPP ne dispose plus que de seize sièges, tandis que le parti FAST n'en a perdu aucun.
En novembre 2021, la Cour suprême annuelle la tenue prévue d'une élection partielle dans la circonscription de Falealupo, dont la députée Leota Tima Leavai, élue pour le HRPP, avait démissionné pour éviter une procédure en justice. La Cour indique que le candidat du HRPP pour l'élection partielle, Tuitogamanaia Peniamina Leavai, ne remplit pas les conditions légales pour être candidat. Le candidat du FAST, Fuiono Tenina Crichton, est ainsi déclaré élu par défaut.
Le 26 novembre ont lieu des élections partielles pour chacun des six autres sièges laissés vacants par la démission d'un député HRPP ou l'invalidation de son élection. Le HRPP ne conserve que deux ce des six sièges, le FAST remportant les quatre autres :
Aana Alofi 2
| Député sortant | Député sortant        | Parti | Fonctions | Sortant se représente ? | Élu | Élu                   | Parti |
| -------------- | --------------------- | ----- | --------- | ----------------------- | --- | --------------------- | ----- |
|                | Aiono Afaese Toleafoa | PPDH  |           | oui                     |     | Aiono Afaese Toleafoa | PPDH  |

Aleipata-Itupa I Luga
| Député sortant | Député sortant          | Parti | Fonctions | Sortant se représente ? | Élu | Élu                         | Parti |
| -------------- | ----------------------- | ----- | --------- | ----------------------- | --- | --------------------------- | ----- |
|                | Fagaaivalu Kenrick Samu | PPDH  |           | non                     |     | Faleomavaega Titimaea Tafua | FAST  |

Falealili 2
| Député sortant | Député sortant                | Parti | Fonctions | Sortant se représente ? | Élu | Élu                   | Parti |
| -------------- | ----------------------------- | ----- | --------- | ----------------------- | --- | --------------------- | ----- |
|                | Fuimaono Teo Samuelu Atiifale | PPDH  |           |                         |     | Maiava Fuimaono Asafo | FAST  |

Safata 2
| Député sortant | Député sortant    | Parti | Fonctions | Sortant se représente ? | Élu | Élu                        | Parti |
| -------------- | ----------------- | ----- | --------- | ----------------------- | --- | -------------------------- | ----- |
|                | Nonu Niumata Lose | PPDH  |           |                         |     | Laumatiamanu Ringo Purcell | FAST  |

Sagaga 2
| Député sortant | Député sortant           | Parti | Fonctions | Sortant se représente ? | Élu | Élu                  | Parti |
| -------------- | ------------------------ | ----- | --------- | ----------------------- | --- | -------------------- | ----- |
|                | Seiuli Ueligitone Seiuli | PPDH  |           | non                     |     | Maulolo Tavita Amosa | PPDH  |

Sagaga 4
| Député sortant | Député sortant                | Parti | Fonctions | Sortant se représente ? | Élu | Élu                    | Parti |
| -------------- | ----------------------------- | ----- | --------- | ----------------------- | --- | ---------------------- | ----- |
|                | Tuisa Tulimasealii Tasi Patea | PPDH  |           |                         |     | Tagaloatele Pasi Poloa | FAST  |

Avec finalement quatre femmes députées, deux sièges doivent être attribués aux meilleures perdantes. Celles-ci sont :
Députées supplémentaires
(élues pour atteindre le quota de cinq femmes)
| Députée élue | Députée élue            | Parti | Circonscription       | Classement dans cette circonscription | Députée sortante ? |
| ------------ | ----------------------- | ----- | --------------------- | ------------------------------------- | ------------------ |
|              | Alimalemanu Alofa Tuuau | PPDH  | Aana Alofi            | 3e                                    | oui                |
|              | Fagaseali Sapoa Feagiai | PPDH  | Aleipata Itupa i Lalo | 2e (élection partielle)               | non                |

Les résultats définitifs des élections sont ainsi :
|       |                                                       |      |   |     |        |     |  |  |  |
| Parti | Parti                                                 | Voix | % | +/- | Sièges | +/- |  |  |  |
|       | Fa'atuatua i le Atua Samoa ua Tasi (FAST)             |      |   | Nv  | 31     | 31  |  |  |  |
|       | Parti pour la protection des droits de l'homme (HRPP) |      |   |     | 22     | 13  |  |  |  |

### Autres changements
Va'ele Iona Sekuini, député de la circonscription de Gagaifomauga 2 et membre du FAST, meurt subitement le 25 mars 2022. Le 3 juin, Fo'isala Lilo Tu'u Ioane remporte l'élection partielle pour lui succéder. Élu sans étiquette, il rejoint le FAST en entrant au Parlement.
Le 24 mai 2022, le Parlement suspend indéfiniment le chef de l'Opposition et ancien Premier ministre Tuilaepa Sailele Malielegaoi ainsi que le secrétaire du HRPP, Lealailepule Rimoni Aiafi (en), tous deux reconnus coupables en mars d'outrage au tribunal pour leurs affirmations durant la crise constitutionnelle de 2021. Le 30 août, la Cour suprême casse toutefois leur suspension, pour vice de procédure. Le 19 octobre, le Parlement vote la suspension des deux députés pendant vingt-quatre mois, à effet immédiat. Le 4 juillet 2023, la Cour suprême casse à nouveau leur suspension, la déclarant anticonstitutionnelle car elle prive les citoyens de leurs circonscriptions de représentation au Parlement.
Début novembre 2022, deux députés du HRPP, Ale Vena Ale (député de Faleata 4) et Tuu'u Anasi'i Leota (député de Siumu), quittent le parti pour siéger sans étiquette. Le 25 novembre un troisième député, Mau'u Siaosi Pu'epu'emai (de la circonscription Va'a-o-Fonoti) quitte lui aussi le parti pour siéger sans étiquette. De ce fait, leurs trois sièges sont déclarés vacants par la Cour suprême en juillet 2023, entraînant la tenue d'élections partielles le 15 septembre. Les trois députés sortants sont réélus, mais tous trois avec l'étiquette du FAST.
Le 16 novembre 2022, la Cour d'Appel annule la nomination de To'omata Norah Leota (FAST) comme députée. Elle avait été déclarée députée pour qu'il y ait six femmes à l'Assemblée. La Cour d'Appel statue que la Constitution, telle qu'amendée en 2013, dispose que l'Assemblée doit compter au moins cinq femmes ; la nomination d'une sixième ne se justifiait donc pas.
Le 29 novembre 2022, le député Papalii Niko Lee Hang (HRPP, Vaimauga 3) meurt. Candidat du FAST, Lautimuia Uelese Vaʻai remporte l'élection partielle qui s'ensuit le 24 février 2023.

### Dissolution
Le 10 janvier 2025, la Première ministre Fiame Naomi Mata'afa limoge Laauli Leuatea Schmidt de son poste de ministre de l'Agriculture et des Pêcheries, en raison de son inculpation pour faux, harcèlement, diffamation et entrave à la justice. Exclu du gouvernement, il demeure néanmoins président du parti, et des personnalités du parti condamnent son limogeage, certains demandant en réponse la destitution de la Première ministre. Le 14 janvier, ayant demandé à chacun de ses ministres s'ils la soutiennent, Fiame Naomi Mata'afa limoge les trois qui lui ont répondu « non » : Mulipola Anarosa Ale-Molio'o (la ministre des Femmes, de la Communauté et du Développement social), Toelupe Poumulinuku Onesemo (le ministre des Technologies de l'information et de la communication), et Leota Laki Sio (le ministre du Commerce, des Industries et du Travail)
,,. Le 15 janvier, elle est exclue du parti FAST par le bureau du parti, présidé par Laauli Leuatea Schmidt ; le vice-Premier ministre Tuala Iosefo Ponifasio et quatre autres ministres sont également exclus du parti.
Le 27 mai, le budget introduit par le gouvernement est rejeté par une majorité des députés, les députés associés à Laauli Leuatea Schmidt s'étant associés à ceux du PPDH pour faire chuter le gouvernement. Il en résulte une dissolution parlementaire et la tenue d'élections législatives anticipées,.